# Гранковська Світлана Анатоліївна
Світла́на Анато́ліївна Гранко́вська (* 1976) — російська велосипедистка; заслужений майстер спорту Росії.

## Життєпис
Народилася 1976 року в Харкові. 1996-го переїхала на постійне проживання до Москви. Там розпочала тренування під орудою тренера С. В. Соловйова. Готувалася в спортивному клубі Збройних сил Ростова-на-Дону.
Вперше увійшла до складу збірної Росії 1998 року, першого успіху досягла в сезоні 2000-го — у жіночому спринті стала чемпіонкою всеросійської першості і здобула перемогу на етапі Кубка світу, що пройшов на велотреку в «Крилатському». Була серед основних кандидаток для участі в Олімпійських іграх у Сіднеї, проте поїхала досвідченіша Оксана Гришина, яка зрештою виграла срібну медаль.
На чемпіонаті світу 2001 року в Антверпені здобула у спринті золоту медаль. 2003 року на світовій першості в Штутгарті стала чемпіонкою у двох дисциплінах: спринті та кейрині. 2004-го на аналогічних змаганнях у Мельбурні знову посіла перше місце в спринті, захистивши чемпіонський титул. Представляла РФ на літніх Олімпійських іграх 2004 року в Афінах — у 500-метровому гіті фінішувала дев'ятою, у спринті зуміла дійти до стадії півфіналів, де програла співвітчизниці Тамілі Абасовій.
Залишилася в основному складі російської національної збірної та продовжила брати участь у найбільших міжнародних змаганнях. 2008 року стала чемпіонкою Росії у трьох дисциплінах (кейрині, індивідуальному та командному спринті). Після цього виграла бронзу на етапі Кубка світу в Манчестері. Пройшла кваліфікацію на Олімпійські ігри до Пекіна — там програла китаянці Го Шуан, посіла дев'яту сходинку.
У листопаді 2009 року оголосила про завершення спортивної кар'єри Була одружена з російським велогонщиком Сергієм Кучеровим, виховує доньку.
Закінчила Ростовський державний педагогічний університет. Працює психологом в Союзі ковзанярів РФ.